# Posición aparente

Un ejemplo construido de desplazamiento de paralaje.

La posición aparente de un objeto astronómico es su posición en el espacio tal y como es visto por el observador. Debido a efectos físicos y/o geométricos presenta una desviación respecto a la «posición real».
En Astronomía el término «posición aparente de una estrella» se refiere a la posición visual o fotográfica de la estrella, tal como se ve desde nuestra Tierra en movimiento. Por ejemplo, la velocidad de la Tierra de 30 km/s en su desplazamiento alrededor del Sol causa una aberración anual de unos 20" debido a que dicha velocidad es un 0,01 por ciento de la velocidad de la luz.
Otros efectos son el paralaje, la aberración diaria debida a la rotación de la Tierra, o la precesión, un lento cambio periódico de la dirección del eje de la Tierra que causa el correspondiente giro en el sistema de coordenadas que usamos en la Tierra y en el espacio.
El Apparent Places of Fundamental Stars (normalmente abreviado como APFS) es un anuario astronómico publicado cada año por el Astronomisches Rechen-Institut en Heidelberg, Alemania, que recoge la posición aparente de unas 1000 estrellas fundamentales cada 10 días. Además de la edición en papel existe una versión más extensa en Internet.